# Wilfred Hudson Osgood

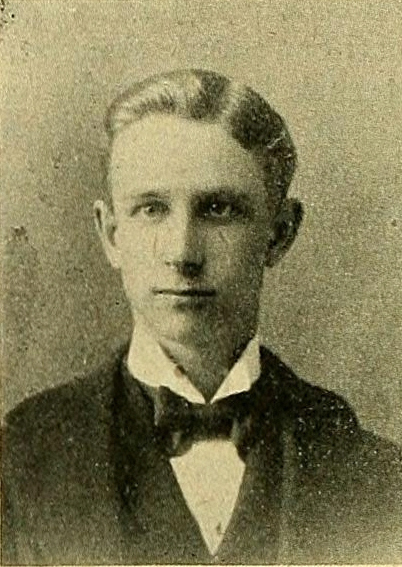
Wilfred Hudson Osgood, Aufnahme von 1897

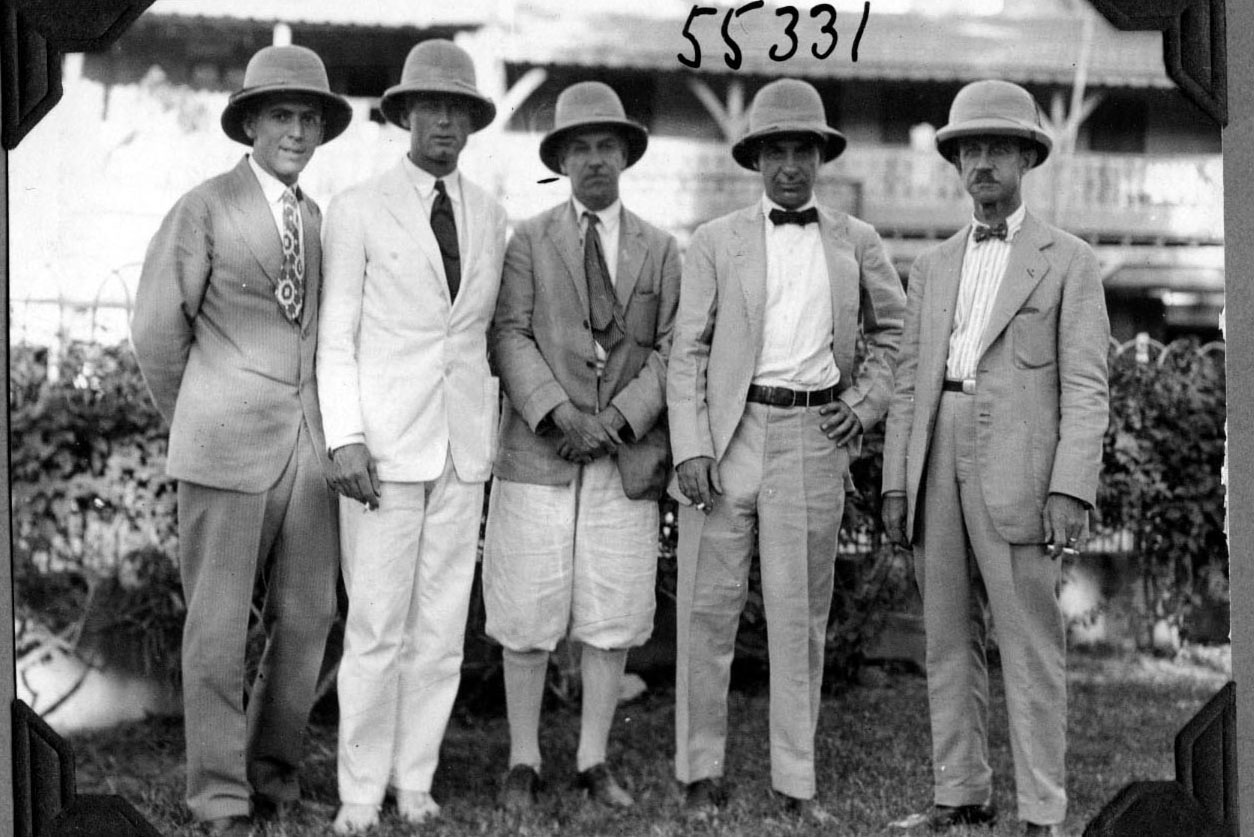
Wilfred Hudson Osgood (ganz rechts) während einer Expedition in das Kaiserreich Abessinien im Jahr 1927

Wilfred Hudson Osgood (* 8. Dezember 1875 in Rochester, New Hampshire; † 20. Juni 1947 in Chicago, Illinois) war ein US-amerikanischer Zoologe.

## Leben
Osgood war der Sohn eines Uhrmachers. Nach einem Biologiestudium graduierte er 1899 an der Stanford University zum Bachelor of Arts. Von 1897 bis 1909 arbeitete Osgood im Landwirtschaftsministerium der Vereinigten Staaten, wo Clinton Hart Merriam (1855–1942), damaliger Leiter des Bureau of Biological Survey, einen großen Einfluss auf ihn ausübte. Zwischen 1899 und 1909 forschte Osgood in Alaska. 1909 erhielt er eine Anstellung am Field Museum of Natural History in Chicago, wo er bis 1921 als Kurator der Abteilungen für Vögel und Säugetiere tätig war. 1921 löste er Charles Barney Cory als Kurator der Zoologischen Abteilung ab, eine Position, die er bis 1940 innehatte. 1918 promovierte er mit der 1921 veröffentlichten Doktorarbeit Monographic Study of the American Marsupial Caenolestes zum Ph.D.
Neben seiner Forschung in Alaska und den Vereinigten Staaten leitete Osgood viele Sammelexpeditionen für das Field Museum, die ihn unter anderem nach Venezuela, Peru, Chile, Argentinien, Brasilien, Äthiopien und Indochina führten. Gemeinsam mit Louis Agassiz Fuertes (1874–1927) bereiste er zwischen 1926 und 1927 das Kaiserreich Abessinien und 1939 begleitete er eine schwedische Expedition zur Magellanstraße. 1906, 1910 und 1930 besuchte er mehrere europäische Museen, um dort die Sammlungen zu studieren.
Osgood ist der Autor der Publikationen Revision of Pocket Mice (1900), Revision of Genus of Mice "Peromyscus" (1909), Alaska Biological Invertigations and Yukon (1909), Fur Seals of Pribilof Islands (1915), The Mammals of Asiatic Expeditions (1932), Artist and Naturalist in Ethiopia (1936) (in Zusammenarbeit mit Fuertes), The Mammals of Chile (1943) sowie von ungefähr 180 wissenschaftlichen Papieren zur Systematik, der Anatomie und dem Verhalten von Vögeln und Säugetieren.

## Mitgliedschaften
Osgood war Fellow of the American Association for the Advancement of Science, der American Ornithologists’ Union und er war Gründer und erster Präsident des Cooper Ornithology Club in Kalifornien. Daneben war er von 1900 bis 1909 Sekretär bei der Biological Society of Washington, Treuhänder bei der Chicago Zoological Society sowie korrespondierendes Mitglied der Zoological Society of London und der British Ornithologists’ Union. Von 1924 bis 1926 war er Präsident der American Society of Mammalogists.

## Dedikationsnamen
Nach Wilfred Hudson Osgood sind unter anderem der Schwarztinamu (Tinamus osgoodi), die vietnamesische Ratte Rattus osgoodi, Osgoods Kurzschwanzopossum (Monodelphis osgoodi), Altiphrynoides osgoodi, Osgoods Hufeisennase (Rhinolophus osgoodi), die Michoacán-Hirschmaus (Osgoodomys banderanus) und Phyllotis osgoodi benannt.